# 害羞的三角形
《害羞的三角形》（はにかみトライアングル）是五十嵐雄策撰寫、みずき繪製插畫的輕小說作品，電擊文庫出版發行。

## 概要
以《乃木坂春香的秘密》出道的五十嵐雄策之另一作品。本作與《乃木坂春香的秘密》同為戀愛喜劇，女主角比例非常高的後宮屬性是與前作最大的差別。
在《乃木坂春香的秘密》中有提到同名動畫，與本作沒有關聯。
此外，本作有惡搞「在屋頂上大聲說出自己的主張」的電視節目。

## 劇情簡介
自從父親到海外工作後便獨自一人生活的水上弘司，是個走到哪衰到哪的高中生。因為相信了青梅竹馬的占卜「幫助有困難的人是帶來幸運的鑰匙」，幫助了被虐待的小貓、募款中的大姐姐、被弄髒的櫻花樹，卻遇到了更多不幸的事。沒想到當天晚上，竟然同時有貓又美少女、鶴女的美女、美幼女神來向他告白。環繞著弘司的「有點困擾的臉紅心跳戀愛喜劇」就此展開……

## 登場人物
水上弘司
私立旭之丘學園高中二年級學生。父親調職海外後在夕凪莊開始獨自生活。性格溫柔、優柔寡斷。家族為「統神者」家系，在家族中屬於靈力高的一方，不知不覺間便能使役貓又、鶴女、櫻姬（根據朝陽所言，原本使役其中之一便十分困難）。不擅長打架，但常被奈奈攻擊（摔角技、關節技）而非常耐打。
家人有父親、姊姊靜流與妹妹絢，現在都居住在奧地利。母親已故。
鈴鳴美亞
高等妖怪「貓又」的少女。真面目是純白的貓。在河邊被小學生欺負時為弘司所助。在當時自己的肌膚被弘司看見，因此遵循貓又一族的規定，為了成為弘司的新娘而住進弘司的公寓。房間在弘司隔壁的202號房。稱弘司為「小弘」。性格活潑開朗。三人中最早達成契約的第一階段，行動力相當強。原本尾巴只有一根，後來變成兩根。
此外，美亞們三人的姓（鈴鳴、鳳凰堂、神代）只在學校使用，但至少美亞是本名。鈴鳴本家是貓又一族中地位最高的支配階級一族，在妖怪社會中也有很高的地位、為「皇妖三家」之一。第五集美亞的父親來到夕凪莊探望，外表有如黑社会老大。美亞在父親面前會裝出一副高貴大小姐模樣。實際上有個姐姐，因為家裡太嚴格而在十年前離家出走。
鳳凰堂千鶴
上級靈鳥「鶴女」的女性。在商店街募款時，第一次收到大筆金額（弘司原本想捐一千元，卻不小心拿到一萬元鈔票），為了用一生來報答恩情而住進弘司居住的公寓中。住在204號房。性格沉穩、天然呆。說話時會拉長語尾。偶爾會做出辛辣發言。家事萬能，特別是料理已經達到專家的境界。平常不會做出行動，但在美亞和櫻起爭執時會企圖漁翁得利。在胸口藏著攜帶型長槍「千羽鶴」。八人姐妹中的長女，是人類父親與鶴女母親的混血兒。父親公司倒閉後和母親一起消失無蹤，祖母因此討厭人類。老家在北海道知床半島的不為人知處。
神代櫻/天御中櫻姬
上位神靈，掌管弘司居住的夕凪市的土地神「櫻姬」。對打掃堆滿垃圾的御神木櫻花樹的弘司十分中意，為了迎接他作為丈夫而來到弘司的公寓，住在弘司對面的208號房。年齡和骨董品相當（千鶴所言），不過外表是幼兒體型的小學生。性格認真冷靜。長年居住在「神社」當中，幾年前瑞葉成為木靈家當主後獲得自由。平時常和美亞唇槍舌戰，但也有談到那方面的事便會說不出話來的單純一面。審美觀超乎常人。在遠足作飛機時作出會被美亞吐槽的怪異舉動。
「灼眼的夏娜」的動畫迷（在夕凪市於白天播送）。
白瀨奈奈
弘司的青梅竹馬、同班同學。隸屬田徑社。弘司因她的占卜而與美亞三人邂逅。從以前就對弘司十分在意，第一集最後搬進夕凪莊，弘司斜對面的207號房。個性爽朗的美少女，校內有許多不分性別的崇拜者，但本人完全沒注意到。對弘司抱持好感，卻因無法率真的表達出來而落後其他三人。私底下對貧乳相當在意。此外，家事方面具有超越常人的毀滅性（主要是弘司受害）。
老家有養一隻名為夏洛特的瑪爾濟斯。有一個姐姐（弘司的初戀對象）。母親喜歡讓小孩穿上華麗的洋裝，從前弘司也曾經是犧牲者。

## 次要角色
佐藤友香
弘司的同班同學，隸屬田徑社。奈奈的好友，知道奈奈喜歡弘司，常常助她一臂之力。不會被外界事物動搖。最近常在弘司等人打成一片，但似乎不把他視為戀愛對象。
稍微會一點防身術（關節技），能把小混混秒殺。
在單行本3到6集中，人物介紹為佐藤由香，但內文中為友香，推測友香才是正確的名字。
穗村朝陽
夕凪莊管理人，居住在201號房。年齡不明，自稱十多歲的美少女。總是步調獨特。不知道是天然呆還是裝傻，常和千鶴進行低級對話。不擅長肉體勞動，稍微跑一下就會喘不過氣。
具有秘密，常常隱瞞弘司等人行動。此時會帶著難看的狸貓面具，穿著巫女服。被入侵學校的鬼稱為「全燒Well-done」。此外，知道櫻的真實身分，曾提到因為她冠著「焰」的姓，驅魔應該很容易。
在面對「妃」時弘司等人已得知她並不是泛泛之輩，但還不知道她和弘司父親有連繫。
兒玉瑞葉
御神木管理人，櫻的監護人。負責「管理神靈並以其為基礎維持結界與境界」的木靈家當家。外表清秀、落落大方的美人，但一拿起酒便會慘不忍睹。老家和政治家（縣議員）似乎有一點交情。
當上當家後，威脅前代當主放櫻自由。當時也有靠「焰之家」的幫助。
感覺到「妃」出現後趕到現場與朝陽並肩作戰，不過似乎關係很差。
木之葉
用櫻花樹葉做出來的式神。有三人，外表和櫻同樣是幼女。沒有特別的名字。十分聒噪的人形（櫻所言）。負責櫻的結界內的管理與雜務。
黑崎沙耶香
弘司等人的同班同學。隸屬田徑社。單方面的將奈奈視為勁敵，經常提出挑戰卻總是失敗。具有女王性格，常帶著兩名跟班（非田徑社）。起初由於對奈奈的競爭意識而接近弘司，最近漸漸受到弘司吸引。
水上絢
弘司的妹妹（以內容推測並非有血緣的妹妹）。有過激思考的傾向。
為與非人者相反的存在「滅神者」，能夠無效化非人類的力量，讓妖怪和神靈中毒等等，但是無法使用術式和結界，也無法處理術式或靈障引起的物理威脅。
因為這種力量被大家疏遠，因此愛慕著唯一會正常與她相處的弘司。為了探望弘司暫時回國，遇到美亞三人後她會…。
水上靜流
弘司的姐姐，住在奧地利。在家中發言力可以媲美中世紀的教皇。
弘司之父
姓名不明。48歲。能力十分優秀，非常溺愛孩子（尤其是女兒）。和兒子一樣對男女關係非常遲鈍，靜流曾說他和三角龍一樣遲鈍。居住在奧地利。
雛子
旭之丘高中屋頂上的地縛靈。十多年前不小心摔落死亡（屋頂卻未因此出入受限）。第二話登場。原本以為單純是負責故事進行的角色，在第18話卻再次登場並委託他們調查學校的七大不可思議。第一次登場時全身是血，且奈奈看不見。再次登場時候受到弘司能力影響，變成同行的奈奈與沙耶香也能夠看見的普通模樣，但兩人並沒有特別吃驚（對不知情的沙耶香說是電腦影像，沙耶香乾脆的接受）。白天能夠自由出限但行動範圍受限，只能倒著出現在樓下。晚上行動範圍會變大，但到二樓已經十分勉強（但能夠自由出入校園內的墓地，曾拿走墓地的供品）。
南風祭
女性，弘司等人以外唯一的夕凪莊居民，住在212號房。常代替沒有責任感的管理人看家。實際上是靈能力關係者。在「妃」出現與朝陽一同趕到現場。特徵是冷靜的語調。
妃
百年出現一次的魔物救世主，為世界帶來混沌。唯一不會受到「統神者」影響的非人類。以一身白的樣子出現在弘司面前。真實身分是奈奈養的狗夏洛特。
由於過去經驗而討厭白色的貓。幾年前曾出現，但卻被不知名人物給封印，也因此失去大半的記憶。

## 出版書籍

### 日文版
- ISBN 4-8402-3023-4
- ISBN 4-8402-3178-8
- ISBN 4-8402-3387-X
- ISBN 4-8402-3583-X
- ISBN 4-8402-3804-9
- ISBN 4-8402-4029-9
- ISBN 978-4-04-867271-9　完結